# Алея на торнадата
Алеята на торнадата (на английски: Tornado Alley) е разговорен термин за областта от САЩ (според някои определения достигаща и Канада), където торнадата са най-често срещани. Терминът е употребен за пръв път през 1952 г. като заглавие на изследователски проект относно тежките метеорологични условия в определени американски щати. Терминът се използва главно от медиите, макар климатолозите наистина да разграничават повишена торнадо активност в дадени области.
Въпреки че официалните граници на Алеята на торнадата не са точно определени, ядрото ѝ обхваща Северен Тексас, Оклахома, Канзас и Небраска. Някои изследвания сочат, че торнада се разразяват все по-често в северните части на Алеята, достигаща Канадската прерия
Активни области на торнадо са открити и в други части на света, включително Европа и Австралия и особено Пампасите в Аржентина.

## Географска област
Местоположението на Алеята на торнадата не е точно определена през годините. Националната метеорологична служба на САЩ никога не е дала официално определение за нея. Следователно, разликите в местоположението ѝ се дължат на употребата на различни критерии.
Според Националната лаборатория за тежки бури, Алея на торнадата е термин, използван от медиите по отношение на областта с по-голям брой торнада. Проучване на торнадата в периода 1921 – 1995 г. заключава, че почти една четвърт от всички по-значителни торнада се образуват именно в тази област.
Няма щат без нито едно торнадо, но все пак те възникват по-често в Централните щати, между Скалистите планини и Апалачите. Най-много торнада се докладват в Тексас, което се дължи на голямата площ щата плюс неговата близост до Алеята на торнадата. Канзас И Оклахома се нареждат съответно на първо и второ място по брой торнада на единица площ, според данни от 2007 г. Въпреки това, данни от 2013 г. сочат, че първенец в тази категория е всъщност Флорида. И макар Флорида да има голям брой и плътност на торнада, те рядко достигат силата на тези, които се образуват в южните равнини. Регионално, честотата на торнадата в САЩ е тясно свързана с напредването на топлия сезон, когато топли и студени въздушни маси често се сблъскват.
Друг критерий за местоположението на Алеята на торнадата може да е това къде най-често възникват най-силни торнада. Алеята може да бъде определена и като областта, разпростираща се от централните части на Тексас до Канадската прерия и от източните части на Колорадо до западните части на Пенсилвания.
Твърди се и че съществуват множество Алеи на торнадата. Освен ядрото в Тексас/Оклахома/Канзас, другите такива област включват Горния Среден Запад, долните части на долината на Охайо, долината на Тенеси и долните части на долината на Мисисипи. Някои изследвания твърдят, че съществуват и по-малки Алеи на торнада из САЩ.
В Алеята на торнадата топъл и влажен въздух от екватора среща студен и сух въздух от Канада и Скалистите планини. Това създава идеална среда за образуване на торнада в развитите гръмотевични бури и суперклетки.

## Влияние
Въпреки голямата честота на унищожителни торнада, строителни норми и правила, като например изисквания за подсилени покриви и по-сигурни връзки между сградите и техните фундаменти, не са задължително по-строги в сравнение с други области на САЩ и са забележително по-леки отколкото в някои области, които често биват удряни от урагани като Флорида. Някои градове, все пак, успяват да повишат строителните си изисквания след като претърпяват особено тежки удари от торнада (като например Мур (Оклахома) през 2014 г.). Други често срещани предпазни мерки включват построяването на мазета, устойчиви на бури и инсталирането на сирени за гражданска защита. Подготовката за торнадо и медийното отразяване на метеорологичните условия също са високи.
Югоизточните щати са особено предразположени към унищожителни и продължителни торнада. Голяма част от жилищата в този регион са по-малко здрави в сравнение с други части на САЩ и много хора живеят в подвижни домове. В резултат на това жертвите на торнада в Юга на САЩ са особено високи. По-значителни торнада възникват по-рядко извън традиционната Алея на торнадата, но много тежки и дълги изблици на торнада се случват веднъж на няколко години.

## Честота на торнадата
Цифрите по-долу, докладвани от Националния климатичен център за данни за периода 1991 – 2010 г., показват 17-те американски щата с най-висок среден брой торнада на 26 000 km2 на година.
1. Флорида: 12,2
2. Канзас: 11,7
3. Мериленд: 9,9
4. Илинойс: 9,7
5. Мисисипи: 9,2
6. Айова: 9,1
7. Оклахома: 9
8. Южна Каролина: 9
9. Алабама: 8,6
10. Луизиана: 8,5
11. Арканзас: 7,5
12. Небраска: 7,4
13. Мисури: 6,5
14. Северна Каролина: 6,4
15. Тенеси: 6,2
16. Индиана: 6,1
17. Тексас: 5,9

## Канадски торнада
След САЩ, в Канада възникват най-много торнада в света. Средният брой торнада на 10 000 km2 е най-висок в южните части на Албърта, Саскачеван, Манитоба, както и някои части на Онтарио. Грубо половината от всички канадски турнада удрят Канадската прерия. Тази област съставлява най-северната граница на Алеята на торнадата, като тук са документирани и торнада със сила EF5.